# Carte nationale d'identité à Madagascar
Pour les autres articles nationaux ou selon les autres juridictions, voir Carte d'identité.
Pour les articles homonymes, voir CNI et CIN.
La carte nationale d'identité (CNI) (en malgache : Karapanondrom-Pirenena (Carte d'identité nationale)) est un document officiel d’identification des Malgaches.
Elle n'est pas obligatoire et est délivrée contre un timbre fiscal d'une valeur de 200 ariary, généralement en mairie, dans les antennes d'arrondissement de la préfecture de police Antananarivo. Elle est valable vingt ans (10 ans pour les anciennes cartes émises avant 2018).
Aux yeux de l'administration malgache, la détention d'une carte d'identité en cours de validité justifie de l'identité d'une personne, ainsi que de la nationalité.

## Présentation
Elle est délivrée à toute personne de nationalité malgache qui en fait la demande à partir de dix-huit ans. La nouvelle carte d'identité émise depuis 2018 est valable vingt ans. Les précédentes cartes émises jusqu'en 2018 sont valables dix ans. Même périmée, elle permet à son titulaire de justifier de son identité sur le territoire national, à condition que la photographie soit ressemblante. Elle est délivrée contre un timbre fiscal de 200 Ar (des frais de services supplémentaires peuvent être toutefois demandés). En cas de perte volontaire de la nationalité malgache, le titulaire est tenu de restituer sa carte nationale d'identité aux autorités compétentes, conformément à la réglementation en vigueur.

## Caractéristiques techniques

### Langues
Depuis sa création sous le protectorat français, la carte d'identité malgache est rédigée en malgache accompagnée d'une traduction en français.

### Éléments de sécurité
La carte d’identité plastifiée actuelle est dotée de divers systèmes de sécurité, dont un filigrane visible à l'œil nu en forme de losange, le sceau de la République en fluorescent, et un mode de sécurité invisible personnalisé. Elle est réactive aux acides, alcalis, oxydants, solvants et effaceurs, et comporte des teintes de fibre visibles uniquement sous lumière ultraviolette.

### Dimensions

#### Depuis 2018
La carte plastifiée, imprimée sur papier de grammage 95g/m², adopte les dimensions 105 × 74 mm du format standard ID-2 défini par la norme ISO 7810.

## Photo pour carte d'identité

### Exigences générales
Photo récente - la photo pour la carte d'identité malgache doit être valide, c'est-à-dire prise dans les 6 derniers mois à partir de la date de la demande. Si l'apparence du détenteur a changé de manière significative au cours des derniers mois, il doit également fournir une nouvelle photo pour sa carte d'identité française.
Haute qualité - La photo ne doit pas être endommagée ou floue. Une photo imprimée sur du papier photo de haute qualité doit être fournie. La photo ne doit pas être pliée ou contenir d’inscriptions.
Aspect - La photo ne peut être altérée d'aucune manière et doit refléter l'apparence réelle et effective du demandeur. Les photos ne doivent pas être modifiées de quelque manière que ce soit. Les images fournies dans des couleurs autres que les couleurs réelles ne sont pas autorisées.
Présentation - Le visage doit être correctement dégagé, clair et net, sans bijoux (colliers, boucles d'oreilles) ni lunettes, montrant bien le front et les oreilles, avec cheveux attachés ainsi qu'une tenue correcte.